# Zamek w Ptuju
Zamek w Ptuju – zamek położony na wzgórzu w mieście Ptuj w południowo-wschodniej Słowenii. Aktualnie w zamku działa muzeum regionalne (słoweń. Pokrajinski Muzej Ptuj) z bogatymi zbiorami instrumentów muzycznych, zabytkowej broni oraz masek używanych podczas obrzędów kurentowania.

## Historia
Zamek został wybudowany w pierwszej połowie XII wieku i następnie przebudowywany od XIV do XVIII wieku. 
W średniowieczu był bardzo ważnym ośrodkiem regionalnym - centrum feudalnej własności Archidiecezji Salzburga oraz ważnym element systemu obrony w regionie ze względu na swoją strategiczną lokalizację.